# Маулвибазар (округ)
Маулвибазар (бенг. মৌলভীবাজার জেলা, англ. Maulvi Bazar District) — округ в восточной части Бангладеш, в области Силхет. Образован в 1984 году. Административный центр — город Маулвибазар. Площадь округа — 2799 км². По данным переписи 2001 года население округа составляло 1 604 028 человек. Уровень грамотности взрослого населения составлял 30,8 %, что ниже среднего уровня по Бангладеш (43,1 %). 70,59 % населения округа исповедовало ислам, 28,31 % — индуизм.

## Административно-территориальное деление
Округ состоит из 6 подокругов (upazilas):
1. Джури (Джури)
2. Барлекха (Барлекха)
3. Раджнагар (Раджнагар)
4. Кулаура (Кулаура)
5. Камалгандж (Камалгандж)
6. Шримангал (Шримангал)